# Laurence Ilboudo-Marchal
Laurence Marchal née le 25 mai 1971 à Conakry en Guinée, est une femme politique burkinabé. Elle est ministre de la Femme, de la Solidarité nationale, de la Famille et de l'Action humanitaire entre janvier 2018 et décembre 2021. Elle est la mère du footballeur Alban Lafont.

## Biographie
Hélène Marie Laurence Marchal naît le 25 mai 1971 à Conakry en république de Guinée.
Elle obtient une licence de sociologie à l'université de Ouagadougou en 1994, puis intègre la compagnie panafricaine Air Afrique comme agent d’opération. Engagée au sein du Mouvement du peuple pour le progrès (MPP), le parti au pouvoir, elle est présente dans les tranchées lors de la deuxième révolution burkinabé en octobre 2014.
Femme d'affaires, elle dirige un cabinet d'architecture d'intérieur.
En 2015, elle est élue députée du Mouvement du Peuple et du Progrès à l’Assemblée nationale, membre de la CODES (Commission Défense et Sécurité) ; elle y siège jusqu'en janvier 2018, date à laquelle elle est nommée ministre de la Femme, de la Solidarité nationale, de la Famille et de l'Action humanitaire au sein du gouvernement Thiéba. Elle est reconduite dans ses fonctions dans le gouvernement Dabiré en 2019.
Elle est également coordonnatrice du RéPaFeD (Réseau des parlementaires femmes et développement).
Le 26 septembre 2021, elle est élue 3e vice-président du parti au pouvoir : le mouvement du peuple pour le progrès ( MPP).

## Action comme ministre
Depuis sa nomination comme ministre en 2018, Laurence Marchal est très active aux côtés des acteurs de la protection des droits des enfants et des familles. Elle intervient notamment pour sensibiliser aux risques que courent les enfants à la rue. Sous son mandat, plus d’un millier d’enfants quittent la rue et bénéficient de l’apprentissage d'un métier, d'une réinsertion en famille, d'une scolarisation ou d'un placement en structure d’accueil et de réinsertion.
Alors que le Burkina Faso fait face à des défis sécuritaires qui engendrent des flux massifs de populations à l'intérieur du pays, le ministère de Laurence Marchal met en œuvre un programme de coordination de la réponse humanitaire, appelé « plan d'urgence du Burkina Faso ». Ce plan consiste en un recensement des personnes déplacées, une prise en charge psycho-social, alimentaire et sanitaire, et un accompagnement pour l’insertion dans le village d'origine des déplacés.
Le premier ministre Christophe Dabiré présente sa démission et celle de son gouvernement le 8 décembre 2021. Laurence Ilboudo-Marchal n'est pas reconduite dans le gouvernement du nouveau premier ministre Lassina Zerbo.

## Vie privée
Laurence Marchal s'est remariée en 2022. Elle est désormais madame BAZIE.